# Jordan McGhee
Jordan McGhee (East Kilbride, 24 juli 1996) is een Schots betaald voetballer die doorgaans als centrale verdediger speelt. Hij stroomde in 2013 door vanuit de jeugd van Heart of Midlothian.
McGhee stroomde in 2013 door vanuit de jeugd van Heart of Midlothian. Hier debuteerde hij op 4 mei 2013 in het betaald voetbal, tijdens een met 3–0 gewonnen wedstrijd thuis tegen St. Mirren FC. Hij speelde in de volgende vier seizoenen 57 competitiewedstrijden voor Hearts, waarvan 39 in de Scottish Premier League en achttien in de Scottish Championship.
Hearts verhuurde McGhee in juli 2016 voor een jaar aan Middlesbrough, dat in het voorgaande seizoen promoveerde naar de Premier League. De Engelse club bedong daarbij ook een optie tot koop.